# Ali ibne Solimão ibne Ali Alhaximi
Ali ibne Solimão Alhaximi (em árabe: علي بن سليمان الهاشمي; romaniz.: Ali ibn Sulaiman al-Haximi) foi um príncipe abássida do século VIII que serviu como governador de várias províncias, incluindo o Iêmem, Jazira e Egito.

## Vida
Ali era filho de Solimão ibne Ali Alhaximi, um dos primeiros personagens abássidas que ocupou o governo de Baçorá por vários anos após a Revolução Abássida, e era, por extensão, membro da dinastia reinante, sendo primo dos dois primeiros califas abássidas Açafá (r. 750–754) e Almançor (r. 754–775). No reinado de Almadi (r. 775–785), serviu como governador do Iêmem (777–778) e uma ou duas vezes como governador da Jazira e Quinacerim (c. 782–785). Enquanto estava na última posição, realocou os mercados de Raca para um local mais central entre aquela cidade e Rafica, e foi instruído por Almadi a reconstruir a cidade fronteiriça de Adata após seu saque pelo Império Bizantino. Após o colapso de uma trégua com os bizantinos em 785, despachou uma força de cavalaria sob o comando de Iázide ibne Badre ibne Albatal num ataque que resultou na aquisição de alguns despojos.
Em 786, Ali foi nomeado governador do Egito por Alhadi, e foi reconfirmado no cargo após a ascensão de Harune Arraxide no final daquele ano. Durante seu mandato em Fostate, embarcou numa campanha para ordenar o bem e proibir o mal, decretando medidas como proibições de instrumentos musicais e vinho. Também agiu contra igrejas cristãs recentemente construídas, incluindo a Igreja de Maria perto de Amba Xendua e aquelas na Cidadela de Constantino, que demoliu apesar de uma oferta dos coptas locais de cinquenta mil dinares em troca de poupá-las. Ele permaneceu no cargo até 787, quando foi demitido em favor de Muça ibne Issa ibne Muça Alhaximi.[a] Teria morrido em algum momento depois disso, talvez 788 ou 794.